# 小笠原笠螺
小笠原笠螺（学名：Cellana mazatlandica），是原始腹足目笠螺科盖笠螺属的一种。主要分布于台湾，常栖息在潮间带岩礁。